# Dusona ucrainica
Dusona ucrainica là một loài tò vò trong họ Ichneumonidae.